# Brønderslev-Dronninglund Provsti
Brønderslev-Dronninglund Provsti var indtil 2007 et provsti i Aalborg Stift.  Provstiet ligger i Brønderslev Kommune, Løkken-Vrå Kommune og Pandrup Kommune.
Brønderslev-Dronninglund Provsti består af flg. sogne:
- Alstrup Sogn
- Brønderslev Sogn
- Børglum Sogn
- Em Sogn
- Hallund Sogn
- Harritslev Sogn
- Hellum Sogn
- Hune Sogn
- Ingstrup Sogn
- Jelstrup Sogn
- Jerslev Sogn
- Jetsmark Sogn
- Lyngby Sogn
- Løkken-Furreby Sogn
- Mylund Kirkedistrikt
- Rakkeby Sogn
- Rubjerg Sogn
- Saltum Sogn
- Sejlstrup Sogn
- Serritslev Sogn
- Stenum Sogn
- Tise Sogn
- Tolstrup Sogn
- Vejby Sogn
- Vester Hjermitslev Sogn
- Vrensted Sogn
- Vrå Sogn
- Øster Brønderslev Sogn
- Øster Hjermitslev Kirkedistrikt